# Pápasalamon
Pápasalamon è un comune dell'Ungheria di 403 abitanti (dati 2001). È situato nella contea di Veszprém.